# Jürgen P. Rinderspacher

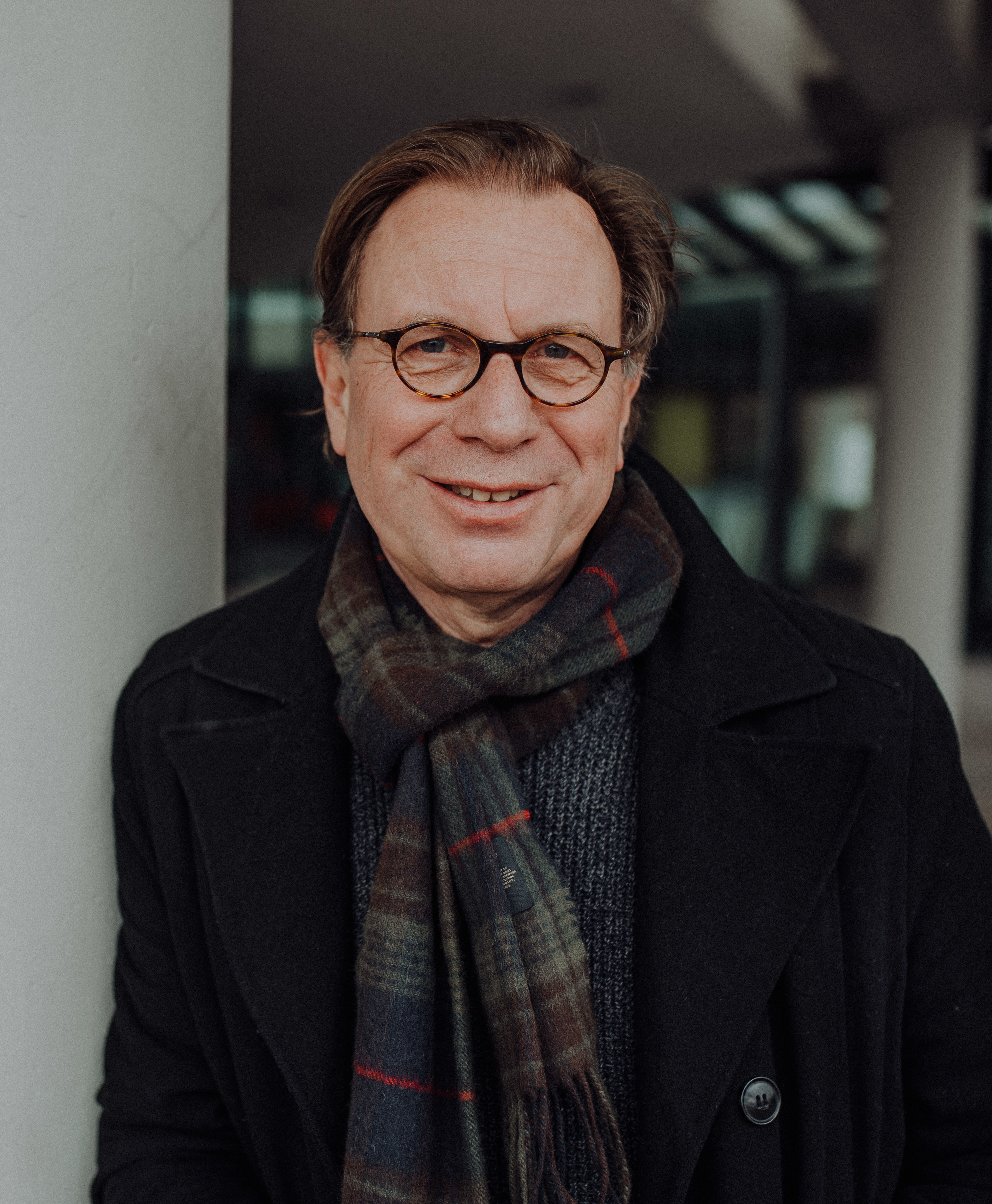
Jürgen P. Rinderspacher (Hannover 2019)

Jürgen P. Rinderspacher (* 11. Juni 1948 in West-Berlin) ist ein deutscher Sozialwissenschaftler, Zeitforscher und Publizist. Seit Anfang der 1980er Jahre gehörte er zu den Begründern der neueren sozialwissenschaftlichen Zeitforschung in Deutschland. Er arbeitet als Dozent und Projektleiter am Institut für Ethik und angrenzende Sozialwissenschaften der Westfälischen-Wilhelms-Universität Münster. Rinderspacher ist Mitbegründer und Vorstandsmitglied der Deutschen Gesellschaft für Zeitpolitik.

## Leben

### Werdegang
Während der Grundschulzeit trat er in den Knabenchor Schöneberger Sängerknaben ein, dort erhielt er eine prägende musikalische Ausbildung. Es folgten Auftritte in Kinderrollen der Städtischen/Deutschen Oper Berlin, Live-Konzerte, Rundfunk, Fernsehen, Schallplatte. Seit Ende der 1960er Jahre war Rinderspacher unter dem Pseudonym Paul Bacher für ein Jahrzehnt als Liedermacher, Kabarettist und Mitglied in einer Folk-Gruppe eine bekannte Größe in der neu entstehenden Berliner Clubszene. Nach dem Abitur nahm er zunächst eine Stelle in der kirchlichen Jugendsozialarbeit an, parallel dazu begann er ein Theologiestudium an der Kirchlichen Hochschule Berlin  mit dem Berufswunsch Pfarrer, das er nach einigen Semestern abbrach. Anschließend studierte er Politische Wissenschaften am Otto-Suhr-Institut der FU Berlin mit den Schwerpunkten Ökonomie, Philosophie und Soziologie.
Nach dem Diplom 1976 erhielt er ein Doktorandenstipendium und war wissenschaftlicher Mitarbeiter am Institut für Vergleichende Gesellschaftswissenschaften des neu entstandenen Wissenschaftszentrums Berlin für Sozialforschung unter Direktor Frieder Naschold. Gleichzeitig war er Lehrbeauftragter am Otto-Suhr-Institut der FU und an der Hochschule für Wirtschaft(FHW) Berlin. Anschließend wirkte er als Projektmitarbeiter an der FU Berlin „Variables Telekommunikationssystem (VTS)“ (glasfaserkabelbasierter Vorläufer des Internet, Theo Pirker). Nach der Promotion zum Dr. rer. pol. 1984 bei Michael Bolle und Frieder Naschold arbeitete er im Projekt „Arbeitszeiten im öffentlichen Dienst“ an der Forschungsstelle Sozialökonomik der Arbeit der FU Berlin. Parallel dazu arbeitete er regelmäßig publizistisch als freier Mitarbeiter bei der Kulturredaktion des Senders Freies Berlin. Ab 1983 war Jürgen P. Rinderspacher wissenschaftlicher Mitarbeiter (C1) am Institut für Christliche Gesellschaftswissenschaften der Westfälischen Wilhelms-Universität Münster. 1991 nahm er einen Forschungsaufenthalt am deutschen Institut für Wirtschaftsforschung Berlin (DIW) im Projekt SOEP (Sozio-ökonomisches Panel) wahr. Anschließend war er bis 2011 Referent für Politik, Wirtschaft, Soziales und Projektleiter im wissenschaftlichen Dienst der Evangelischen Kirche in Deutschland (EKD), unter anderem mit dem Schwerpunkt sozialwissenschaftliche Zeitforschung. Im Jahr 2001 war Rinderspacher maßgeblich an der Gründung und dem Aufbau der „Deutschen Gesellschaft für Zeitpolitik“ (DGfZP) beteiligt. Lehraufträge nahm er an der FUBerlin, der LMU München, der WWU Münster sowie der Uni Hannover an. Seit 2011 ist Jürgen P. Rinderspacher als Mitarbeiter in Lehre und Forschung am Institut für Ethik und angrenzende Gesellschaftswissenschaften (IfES) der Westfälischen-Wilhelms-Universität Münster tätig.

### Privates
Jürgen P. Rinderspacher ist mit Sabine Rinderspacher geb. Becker verheiratet und lebt in Hannover und Berlin. Er hat drei Kinder, Jonathan, Laura und Elena. Er ist Mitglied der Evangelischen Kirche und trat 1975 der SPD bei.

## Wissenschaftliche Tätigkeit und Arbeitsschwerpunkte
Schwerpunkt der wissenschaftlichen Arbeit Rinderspachers ist die sozialwissenschaftliche Zeitforschung. Den Anstoß dafür gab der Arbeitsschwerpunkt Arbeitsforschung am Wissenschaftszentrum Berlin in den späten 1970er/frühen 1980er Jahren und darin die Frage nach dem Zusammenhang von Stress und den zeitlichen Rahmenbedingungen des modernen Lebens in Arbeit und Freizeit. Nach Publikationen zu Arbeitszeitmodellen als Link zwischen Arbeit und Freizeit unter besonderer Berücksichtigung der Interessen der Familien weitete sich die Fragestellung auf die generelle Bedeutung von Zeitstrukturen in (post-)modernen Gesellschaften aus. In diesem Kontext entwickelte Rinderspacher in seiner Dissertation „Gesellschaft ohne Zeit“ erstmals die Begriffe „Zeitwohlstand“ sowie „Ökologie der Zeit“. Anlässlich der hochfahrenden öffentlichen Auseinandersetzungen um das Existenzrecht und die gelebte Praxis des Freien Wochenendes Ende der 1980er Jahre verlagerte sich sein Arbeitsschwerpunkt für einen längeren Zeitraum auf diesen Bereich; dazu gehörte die Erforschung von Peak-periods in unterschiedlichen Weltkulturen ebenso wie ein Forschungsprojekt zur Entstehungsgeschichte und gelebten Praxis des Freien Samstags. In diesem und anderen Kontexten entstanden zahlreiche wegweisende Veröffentlichungen zur Arbeitszeitpolitik von Staat, Wirtschaft und Gewerkschaften. Parallel dazu forschte Rinderspacher zum zeitlichen Konstrukt „Zukunft“ und seiner soziokulturellen Bedeutung in hoch entwickelten Gesellschaften im Kontext eines Gastwissenschaftler-Aufenthalts am Deutschen Institut für Wirtschaftsforschung. Es folgte der Arbeitsschwerpunkt Zeit und Umwelt, der in das Konzept „Zeitinvestitionen für die Umwelt“ mündete.  Ab Mitte der 1990er Jahre beschäftigte sich Rinderspacher mit Kollegen in empirischen Forschungsprojekten mit den Belastungswirkungen tayloristischer Zeitstrukturen in modernen Pflegesituationen sowie mit Fragen der Vereinbarkeit von Pflege und Beruf. Weitere Buchpublikationen betrafen die Vertiefung des Konzepts Zeitwohlstand und die Ursachen von Zeitnot in unterschiedlichen Sphären des modernen Alltags. 2020 erschien Rinderspachers Monografie über „Zeitprobleme im sozial-ökologischen Transformationsprozess“.  Die neueste Buchpublikation (2022) unternimmt den Versuch einer zeitpolitischen Reflexion  der Corona-Krise. Zudem  hat Rinderspacher in einem Aufsatz kürzlich sein Konzept einer „zeitlichen Sozialpolitik“ skizziert.

## Buch-Publikationen
- Politik im Zeitnotstand. Katastrophen, Krisen, Kriege, Transformationsprozesse. Verlag Barbara Budrich, Leverkusen 2024, ISBN 978-3-8474-3027-8.
- Zeiten der Pandemie. Wie Corona unseren Umgang mit der Zeit verändert. Verlag Barbara Budrich, Leverkusen 2022, ISBN 978-3-8474-2602-8.
- „Beeilt Euch!“ Zeitprobleme im sozial-ökologischen Transformationsprozess. München 2020, ISBN 978-3-96238-154-7.
- Mehr Zeitwohlstand! Für den besseren Umgang mit einem knappen Gut. Freiburg 2017, ISBN 978-3-451-06833-1.
- Kinderbetreuung über Nacht. Kritische Bestandsaufnahme einer institutionellen Kinderbetreuung rund um die Uhr aus der Sicht von Beschäftigten, Kindern, pädagogischen Fachkräften und betrieblichen Akteuren. In: Study / edition der Hans-Böckler-Stiftung. Band 382. Düsseldorf 2018, ISBN 978-3-86593-293-8 (mit S. Pfahl, L. Rauschnick, S. Reuyß).
- Pflegesensible Arbeitszeiten. Perspektiven der Vereinbarkeit von Pflege und Beruf. Berlin 2012, ISBN 978-3-8360-8745-2 (mit S. Reuyß, S. Pfahl, K. Menke).
- Zeiten der Pflege. Eine explorative Studie über individuelles Zeitverhalten und gesellschaftliche Zeitstrukturen in der häuslichen Pflege. Münster 2009, ISBN 978-3-643-10311-6 (mit I. Herrmann-Stojanov, S. Pfahl, S. Reuyß).
- Wenn's alleine nicht mehr geht. 14 Reportagen aus dem Pflegealltag moderner Familien. Bonn 2008, ISBN 978-3-8012-0383-2 (mit I. Herrmann-Stojanov, S. Pfahl, S. Reuyß).
- Schöne Zeiten – 45 Betrachtungen über den Umgang mit der Zeit. Bonn 2006, ISBN 3-8012-0358-1 (mit I. Herrmann-Stojanov).
- Zeit für alles – Zeit für nichts? Die Bürgergesellschaft und ihr Zeitverbrauch. Bochum 2003, ISBN 3-925895-83-3 (Hrsg.).
- Zeitwohlstand – Ein Konzept für einen anderen Wohlstand der Nation. Berlin 2002, ISBN 3-89404-899-9 (Hrsg.).
- „Ohne Sonntag gibt es nur noch Werktage“ – Die soziale und kulturelle Bedeutung des Wochenendes. Bonn 2000, ISBN 3-8012-0290-9 (2. überarbeitete Aufl.: Am Ende der Woche, 1987).
- "Der Samstag. Über Entstehung und Wandel einer modernen Zeitinstitution. Berlin 1998, ISBN 3-89404-874-3 (hrsg. mit F. Fürstenberg, I. Herrmann-Stojanov).
- Zukunft. Konzepte und Methoden der zeitlichen Fernorientierung. Bochum 1997, ISBN 3-925895-58-2 (hrsg. mit U. Becker, H.-J. Fischbeck).
- Zeit für die Umwelt. Handlungskonzepte für eine ökologische Zeitverwendung. Berlin 1996, ISBN 3-89404-428-4 (Hrsg.).
- Erwartungen an die Zukunft. Zeithorizonte und Wertewandel in der sozialwissenschaftlichen Diskussion. Frankfurt/M., New York 1989, ISBN 3-593-35117-X (hrsg. mit E. Holst, J. Schupp).
- Die Welt am Wochenende – Wochenruhetage im interkulturellen Vergleich. Bochum 1994, ISBN 3-925895-48-5 (hrsg. mit D. Henckel, B. Hollbach).
- Sonntags nie? Die Zukunft des Wochenendes. Frankfurt/M., New York 1989, ISBN 3-593-34154-9 (hrsg. mit K. W. Dahm, A. Mattner, R. Stober).
- Das Ende gemeinsamer Zeit. Risiken neuer Arbeitszeitgestaltung und Öffnungszeiten. Bochum 1988, ISBN 3-925895-12-4 (hrsg. mit H. Przybylski).
- Am Ende der Woche. Die soziale und kulturelle Bedeutung des Wochenendes. Bonn 1987, ISBN 3-87831-451-5.
- Gesellschaft ohne Zeit. Individuelle Zeitverwendung und soziale Organisation der Arbeit. Frankfurt/M., New York 1985, ISBN 3-593-33458-5.
- Neue Arbeitszeitregelungen – Auswirkungen auf Arbeitsmarkt und Arbeitsleben. Berlin/WZB 1981 (Hrsg.).

## Interviews
- „Corona-Maßnahmen werfen uns einen Sack voller Zeit vor die Füße, aus dem wir uns zwangsweise bedienen sollen“. In: BILD. (zeitpolitik.de [PDF]).
- „Nicht die Freizeit wird zur Stresszeit – das ganze Leben“. In: Siegener Zeitung. 2. November 2019 (siegener-zeitung.de).
- Corona und der neue Alltag „Dieser Zeitwohlstand, den die Menschen jetzt genießen, ist relativ prekär“. In: Rundfunk Berlin-Brandenburg. 2. Januar 2021 (radioeins.de).
- Die totgeschlagene Zeit - Warum einem das Kino fehlt. In: Freie Presse. 29. Dezember 2020 (freiepresse.de).
- Zeitforscher über das Leben im Shutdown  »Wir sollten uns einen neuen Tagesrhythmus zulegen«. In: Spiegel. 29. Dezember 2020 (spiegel.de).
- Arbeiten in der Corona-Krise - Für wen das Home-Office zur Tortur werden kann. In: BILD. 1. April 2020 (bild.de).
- Zeitforscher im Interview „Zeit gibt es eigentlich gar nicht“. In: Barbara. 1. September 2020 (brigitte.de).
- Die 70 ist die neue 50. 3. April 2020 (stadt40.de).